# 达莫茨
达莫茨，是匈牙利包尔绍德-奥包乌伊-曾普伦州所辖的一个村。总面积15.99平方公里，总人口374，人口密度23.4人/平方公里（2011年1月1日）。